# Liga Mistrzów FIBA
Liga Mistrzów FIBA (ang. Basketball Champions League) – międzynarodowe, klubowe rozgrywki koszykarskie utworzone z inicjatywy FIBA Europe w 2016 roku. Uważane są za trzecie najważniejsze po Eurolidze i EuroCup rozgrywki koszykarskie w Europie. W sezonie zasadniczym biorą udział 32 drużyny wyłonione na podstawie wyników osiąganych w ligach narodowych, przyznawanych dzikich kart, a także zwycięzca poprzedniego sezonu FIBA Europe Cup.

## Format rozgrywek
Format aktualny na sezon 2020/2021.
|                               | Drużyny rozpoczynające od tej rundy                                                            | Drużyny zakwalifikowane z poprzedniej rundy     |
| ----------------------------- | ---------------------------------------------------------------------------------------------- | ----------------------------------------------- |
| Kwalifikacje (16 zespołów)    | - 16 klubów zakwalifikowanych na podstawie wyników osiąganych w ligach narodowych              |                                                 |
| Sezon zasadniczy (32 zespoły) | - 28 klubów zakwalifikowanych bezpośrednio na podstawie wyników osiąganych w ligach narodowych | - 4 zwycięzców II rundy kwalifikacji            |
| Playoff (16 zespołów)         |                                                                                                | - Drużyny z miejsc 1-4 grup sezonu zasadniczego |
| Final Four (4 zespoły)        |                                                                                                | - Zwycięzcy meczów 1/4 finału                   |

### Kwalifikacje
W kwalifikacjach bierze udział 16 drużyn, które walczą o pozostałe 4 wolne miejsca w sezonie zasadniczym. Kwalifikacje składają się z dwóch rund w formie dwumeczu. W sezonie 2020/2021 wszystkie drużyny rozpoczynają eliminacje od I rundy. Podzielone zostają na 4 koszyki, gdzie drużyny z pierwszego i drugiego koszyka są rozstawione w I rundzie i rewanże grają na własnym boisku. Drużyny z pierwszego koszyka grają przeciwko drużynom z czwartego koszyka, a kluby z drugiego, przeciwko tym z trzeciego koszyka.

W II rundzie grają ze sobą zwycięzcy par, gdzie wygrani rywalizacji pomiędzy drużynami z pierwszego i czwartego koszyka, grają przeciwko wygranym rywalizacji pomiędzy drużynom z drugiego i trzeciego koszyka. Rozstawiony w II rundzie jest klub, który zwyciężył w pojedynku pomiędzy drużynami z pierwszego i czwartego koszyka. Zwycięzcy dwumeczu awansują do sezonu zasadniczego. Drużyny, które odpadną w kwalifikacjach, mogą skorzystać z opcji gry w sezonie zasadniczym FIBA Europe Cup.

### Sezon zasadniczy
32 drużyny rozlosowywane są z ośmiu koszyków do czterech 8-zespołowych grup z tym zastrzeżeniem, że drużyny z tego samego kraju nie mogą trafić do tej samej grupy. Wyjątkiem jest Turcja, która w rundzie zasadniczej ma 5 zespołów. We wszystkich grupach każda drużyna gra z każdą mecz i rewanż. Zespoły z miejsc 1-4 awansują do fazy Playoff, natomiast z drużyny z miejsc 5-8 zostają wyeliminowane.

### Playoff
Przed fazą Playoff następuje losowanie, na podstawie którego ustalane są pary 1/8 finału. Do zwycięzców swoich grup w sezonie zasadniczym dolosowywane są drużyny, które zajęły 4 miejsce, a do drużyn, które zajęły 2 miejsce, dolosowywane są zespoły z 3 miejsca, z tym zastrzeżeniem, że drużyny z tych samych grup nie mogą na siebie trafić. 1/8 finału rozgrywa się w formie rywalizacji do dwóch zwycięstw, z tym że drużyna wyżej rozstawiona gra pierwszy i ewentualny trzeci mecz u siebie. Zwycięzcy awansują do 1/4 finału rozgrywanej na tych samych zasadach, z tym że zwycięska drużyna pojedynku pomiędzy zwycięzcą grupy, a zespołem, który zajął 4 miejsce w grupie, trafia na zwycięzcę pojedynku pomiędzy drużynami, które zajęły 2 i 3 miejsce w grupie. Zwycięzcy 1/4 finału awansują do Final Four.

### Final Four
Final Four odbywa się na przestrzeni trzech dni w hali jednej z drużyn zakwalifikowanej do tej fazy. Ustalenie par półfinałowych następuje w drodze losowania. Drużyny rozgrywają ze sobą jeden mecz. Zwycięzcy awansują do finału, a przegrani grają mecz o 3 miejsce.

## Triumfatorzy i finaliści
| Edycja | Sezon     | Gospodarz Final Four |                    | Finał                    | Finał     | Finał              |       | Mecz o 3 miejsce         | Mecz o 3 miejsce | Mecz o 3 miejsce |
| Edycja | Sezon     | Gospodarz Final Four | Zwycięzca          | Wynik                    | Pokonany  | Trzecie miejsce    | Wynik | Czwarte miejsce          |                  |                  |
| I      | 2016/2017 | La Laguna            | Iberostar Teneryfa | 63–59                    | Banvit    | AS Monaco          | 91–77 | Umana Reyer Venezia      |                  |                  |
| II     | 2017/2018 | Ateny                | AEK Ateny          | 100–94                   | AS Monaco | UCAM Murcia        | 85–74 | Riesen Ludwigsburg       |                  |                  |
| III    | 2018/2019 | Antwerpia            |                    | Segafredo Virtus Bolonia | 73–61     | Iberostar Teneryfa |       | Telenet Antwerpia Giants | 72–58            | Brose Bamberg    |

## Składy mistrzowskie
2016–17 Iberostar Tenerife (Hiszpania):
Rodrigo San Miguel, Will Hanley, Marius Grigonis, Aaron Doornekamp, Georgios Bogris, Mamadou Niang, Nicolás Richotti, Ferrán Bassas, Tariq Kirksay, Fran Vázquez, Tim Abromaitis, Davin White (Trener: Txus Vidorreta)
2017–18 AEK Ateny (Grecja):
Mike Green, Giannoulis Larentzakis, Manny Harris, Delroy James, Vince Hunter, Kevin Punter, Vassilis Xanthopoulos, Dušan Šakota, Panagiotis Vasilopoulos, Edin Atić, Dimitrios Mavroeidis, Vassilis Kavvadas (Trener: Dragan Šakota)
2018–19 Segafredo Virtus Bolonia (Włochy):
Kevin Punter, Kelvin Martin, Yanick Moreira, Alessandro Pajola, Tony Taylor, Filippo Baldi Rossi, Alessandro Cappalletti, Dejan Kravic, Mario Chalmers, Pietro Aradori, Amath M'Baye, David Cournooh, Matteo Berti, Gora Camara, Brian Qvale, Niccolò Venturoli (Trener: Stefano Sacripanti)

## Liderzy statystyk

### Średnia punktów
- 2016-17  Nicolas Minnerath (Avtodor Saratov): 20,03 (15 gier)
- 2017-18  David Kennedy (Pinar Karsiyaka): 19,00 (18 gier)
- 2018-19  Vince Hunter (AEK Ateny): 18,00 (18 gier)

### Średnia zbiórek
- 2016-17  Keith Clanton (PAOK Saloniki): 10,7 (18 gier)
- 2017-18  David Kennedy (Pinar Karsiyaka): 8,4 (18 gier)
- 2018-19  Babacar Toure (Fribourg Olympic): 10,1 (13 gier)

### Średnia asyst
- 2016-17  Jordan Theodore (Banvit): 7,5 (17 gier)
- 2017-18  Omar Cook (Movistar Estudiantes): 7,2 (16 gier)
- 2018-19  Kamil Łączyński (Anwil Włocławek): 7,8 (12 gier)

### Średnia przechwytów
- 2016-17  Daniel Mullings (Kataja Basket): 3,4 (16 gier)
- 2017-18  Zack Wright (SIG Strasbourg): 2,1 (18 gier)
- 2018-19  Alex Perez (Banvit): 1,9 (16 gier)

### Średnia bloków
- 2016-17  Norvel Pelle (Varese): 2,7 (15 gier)
- 2017-18  Hamady Ndiaye (Sidigas Avellino): 1,8 (14 gier)
- 2018-19  TaShawn Thomas (Hapoel Bank Yahav Jerusalem): 1,7 (15 gier)
2018-19  Youssoupha FALL (SIG Strasbourg): 1,7 (12 gier)

### Index Rating
- 2016-17  Vladimir Štimac (Beşiktaş): 19,9 (16 gier)
- 2017-18  David Kennedy (Pinar Karsiyaka): 21,4 (18 gier)
- 2018-19  Vince Hunter (AEK Ateny): 22,8 (18 gier)

### Rekord frekwencji
- 17,984  widzów na spotkaniu AS Monaco 94-100 AEK Ateny w OAKA Hala Sportowa – 6.05.2018.

## Polskie zespoły w pucharze
| Edycja | Sezon     | Drużyna                                            | Miejsce                                         |
| ------ | --------- | -------------------------------------------------- | ----------------------------------------------- |
| I      | 2016/2017 | Rosa Radom Stelmet BC Zielona Góra                 | Faza grupowa                                    |
| II     | 2017/2018 | Rosa Radom Stelmet Enea BC Zielona Góra            | Faza grupowa 1/8 finału                         |
| III    | 2018/2019 | Anwil Włocławek Polski Cukier Toruń                | Faza grupowa III runda kwalifikacyjna           |
| IV     | 2019/2020 | Anwil Włocławek Legia Warszawa Polski Cukier Toruń | Faza grupowa II runda eliminacyjna Faza grupowa |
| V      | 2020/2021 | Anwil Włocławek Start Lublin                       | I runda eliminacyjna Faza grupowa               |